# Bitches brauchen Rap
Bitches brauchen Rap ist das zweite Studioalbum der deutschen Rapperin Shirin David, das im November 2021 erschien.

## Veröffentlichung
Bitches brauchen Rap erschien am 19. November 2021 auf CD, als Download, als Stream, Boxset und als Merch-Bundle. Es gab drei verschiedene Boxsets: Die Deluxe Box enthält neben dem Album auf CD auch einen Hoodie und ein Poster, die Deluxe Box II den gleichen Inhalt mit anderem Hoodie, sowie die Premium Box mit der Album-CD, dem Poster und einer Bomberjacke. Des Weiteren gab es Merch-Bundles zu kaufen, wo jeweils eine Album-CD mit entweder einem Paar Badesandalen, welches in drei verschiedenen Farben verfügbar war, zwei verschiedenfarbigen Hoodies oder jeweils passenden Jogginghosen verkauft wurde. Zunächst war der 3. September als Veröffentlichungsdatum bekannt gegeben worden, welches aber aufgrund Davids eigener Unzufriedenheit mit der sogenannten Promophase verschoben wurde.

## Inhalt

### Standardversion
Bitches brauchen Rap beinhaltet 15 Titel, die größtenteils in deutscher Sprache verfasst sind. Das Album hat eine Gesamtspielzeit von 48 Minuten und drei Sekunden. Alle Songs – bis auf Bae – wurden von Shirin David mit weiteren Autoren und den jeweiligen Produzenten geschrieben. Alle Songs wurden von Juh-Dee, Young Mesh, Frio, geenaro und Ghana Beats in wechselnder Besetzung produziert. Den Song NDA’s rappt sie gemeinsam mit dem deutschen Künstler Shindy, den Song Be a Hoe/Break a Hoe mit der Rapperin Kitty Kat. Auf Juicy Money ist im Refrain außerdem der Rapper Luciano zu hören, der Adlibs beisteuert, während Man’s World ein Sample mit der Stimme von James Brown nutzt.
Als Intro fungiert Babsi Bars, was schon im Dezember 2020 auf YouTube als Promoveröffentlichung erschienen war und Bramfeld Storys beendet das Album als beinahe neun-minütiges Outro, in dem David ihre Geschichte von Kindheit an erzählt.
| #  | Titel                                  | Autor(en)                                                                                | Produzent(en)              | Länge |
| -- | -------------------------------------- | ---------------------------------------------------------------------------------------- | -------------------------- | ----- |
| 1  | Babsi Bars                             | Shirin David, Laas Unltd., Young Mesh, Juh-Dee                                           | Young Mesh, Juh-Dee, Frio  | 2:30  |
| 2  | Depressionen im Paradies               | Shirin David, Laas Unltd., Young Mesh, Juh-Dee, Frio                                     | Young Mesh, Juh-Dee, Frio  | 3:10  |
| 3  | Last Bitch Standing                    | Shirin David, Laas Unltd., Young Mesh, Juh-Dee, Frio                                     | Young Mesh, Juh-Dee, Frio  | 3:05  |
| 4  | Ich darf das                           | Shirin David, Laas Unltd., Young Mesh, Juh-Dee, Frio                                     | Young Mesh, Juh-Dee, Frio  | 2:31  |
| 5  | NDA’s (feat. Shindy)                   | Shirin David, Shindy, Laas Unltd., Young Mesh, Juh-Dee, Frio                             | Young Mesh, Juh-Dee, Frio  | 3:49  |
| 6  | Juicy Money                            | Shirin David, Luciano, Laas Unltd., Young Mesh, Juh-Dee, Frio                            | Young Mesh, Juh-Dee, Frio  | 2:46  |
| 7  | Lieben wir                             | Shirin David, Laas Unltd., Young Mesh, Juh-Dee, Frio                                     | Young Mesh, Juh-Dee, Frio  | 2:35  |
| 8  | Man’s World                            | Shirin David, Laas Unltd., Young Mesh, Juh-Dee                                           | Young Mesh, Juh-Dee, Frio  | 2:47  |
| 9  | Bae                                    | Shirin David, Bozza (als Eric Chartman), Fayan, Young Mesh, Juh-Dee                      | Young Mesh, Juh-Dee, Frio  | 2:20  |
| 10 | Be a Hoe/Break a Hoe (feat. Kitty Kat) | Shirin David, Kitty Kat, Laas Unltd., geenaro, Ghana Beats                               | geenaro, Ghana Beats       | 2:51  |
| 11 | Dior Sauvage                           | Shirin David, Bozza (als Eric Chartman), Laas Unltd., Young Mesh, Juh-Dee, Frio, geenaro | Young Mesh, Juh-Dee, Frio  | 2:18  |
| 12 | Heute nicht                            | Shirin David, Bozza (als Eric Chartman), Frio, geenaro, Ghana Beats                      | Frio, Ghana Beats, geenaro | 2:31  |
| 13 | Bitches brauchen Rap                   | Shirin David, Laas Unltd., Young Mesh, Juh-Dee, Frio, Schmyt                             | Young Mesh, Juh-Dee, Frio  | 2:51  |
| 14 | Schlechtes Vorbild                     | Shirin David, Laas Unltd., Young Mesh, Juh-Dee, Frio                                     | Young Mesh, Juh-Dee, Frio  | 2:57  |
| 15 | Bramfeld Storys                        | Shirin David, Laas Unltd., Young Mesh, Juh-Dee                                           | Young Mesh, Juh-Dee, Frio  | 8:55  |

### Deluxeversion
Auf der Wiederveröffentlichung des Albums am 16. November 2023 sind folgende Titel enthalten:
- 1 NDA’s (Remix) (featuring Shindy) 2:43
- 2 Periodt 2:10
- 3 Heidi 2:40
- 4 Ich darf das (featuring Josi) 2:32
- 5 90-60-111 2:21
- 6 Hoes Up G’s Down 2:11
- 7 Lächel doch mal 2:35
- 8 bis 21 entsprechen Nr. 1 bis 15 auf der Erstveröffentlichung 2021

Damit erhöhte sich die Albumlänge auf eine Stunde und fünf Minuten.

## Singleauskopplungen
Die erste Single Ich darf das wurde am 14. Mai 2021 veröffentlicht, während die zweite Single Lieben wir am 2. Juli 2021 erschien. Beide erreichten auf Anhieb Platz eins der deutschen Singlecharts und wurden für jeweils über 200.000 verkaufte Einheiten mit einer Goldenen Schallplatte in Deutschland ausgezeichnet. Als dritte Single erschien der am 29. Oktober 2021 veröffentlichte Song Be a Hoe/Break a Hoe (feat. Kitty Kat), die ebenfalls die deutschen Singlecharts anführte. Schlechtes Vorbild wurde eine Woche vor Albumveröffentlichung ohne Musikvideo als vierte Single ausgekoppelt.
Singles in den Charts

| Jahr | Titel                | Höchstplatzierung, Gesamtwochen, AuszeichnungChartplatzierungen (Jahr, Titel, , Platzierungen, Wochen, Auszeichnungen, Anmerkungen) | Höchstplatzierung, Gesamtwochen, AuszeichnungChartplatzierungen (Jahr, Titel, , Platzierungen, Wochen, Auszeichnungen, Anmerkungen) | Höchstplatzierung, Gesamtwochen, AuszeichnungChartplatzierungen (Jahr, Titel, , Platzierungen, Wochen, Auszeichnungen, Anmerkungen) | Anmerkungen                                                                |
| Jahr | Titel                | DE | AT | CH | Anmerkungen                                                                |
| --- | -------------------- | --- | --- | --- | -------------------------------------------------------------------------- |
| 2020 | 90-60-111            | DE1 Gold · (9 Wo.)DE | AT1 Platin · (7 Wo.)AT | CH10 (4 Wo.)CH | Erstveröffentlichung: 24. April 2020 Verkäufe: + 230.000                   |
| 2020 | Hoes Up G’s Down     | DE6 (5 Wo.)DE | AT9 Gold · (3 Wo.)AT | CH13 (2 Wo.)CH | Erstveröffentlichung: 29. Mai 2020 Verkäufe: + 15.000                      |
| 2021 | Ich darf das         | DE1 Gold · (21 Wo.)DE | AT2 Platin · (17 Wo.)AT | CH3 (8 Wo.)CH | Erstveröffentlichung: 14. Mai 2021 Verkäufe: + 230.000                     |
| 2021 | Lieben wir           | DE1 Gold · (18 Wo.)DE | AT6 Platin · (12 Wo.)AT | CH6 (6 Wo.)CH | Erstveröffentlichung: 2. Juli 2021 Verkäufe: + 230.000                     |
| 2021 | Be a Hoe/Break a Hoe | DE1 (5 Wo.)DE | AT7 Gold · (4 Wo.)AT | CH16 (3 Wo.)CH | Erstveröffentlichung: 29. Oktober 2021 Verkäufe: + 15.000; feat. Kitty Kat |
| 2021 | Schlechtes Vorbild   | DE13 (3 Wo.)DE | AT19 (2 Wo.)AT | CH16 (2 Wo.)CH | Erstveröffentlichung: 12. November 2021                                    |
| 2023 | Lächel doch mal      | DE8 (4 Wo.)DE | AT15 (2 Wo.)AT | CH32 (1 Wo.)CH | Erstveröffentlichung: 18. Mai 2023                                         |
| Folgende Lieder erschienen nicht als Single, wurden aber durch das Album zum Download und Streaming bereitgestellt und konnten somit eine Platzierung erlangen: |                      | | | |                                                                            |
| |                      | | | |                                                                            |
| 2021 | NDA’s                | DE14 (2 Wo.)DE | AT22 (1 Wo.)AT | CH28 (1 Wo.)CH | Charteinstieg: 26. November 2021 feat. Shindy                              |
| 2021 | Babsi Bars           | — | — | CH40 (1 Wo.)CH | Freetrack (YouTube): 13. Dezember 2020 Charteinstieg: 28. November 2021    |
| 2023 | Periodt              | DE— aDE | — | — | Charteinstieg: 24. November 2023                                           |

## Rezeption
Bitches Brauchen Rap wurde von GfK Entertainment am 23. November 2021 zum „Album des Tages“ gekürt, nachdem es das meistgestreamte Album einer Musikerin am Startwochenende in Deutschland war.

## Kommerzieller Erfolg

### Chartplatzierungen
Das Album erreichte Rang drei der deutschen Albumcharts und wurde damit zum zweiten Top-10-Album nach Supersize. Darüber hinaus erreichte das Album die Chartspitze der deutschsprachigen Albumcharts sowie die Chartspitze der Hip-Hop-Charts. Beide Chartlisten führte sie nach Supersize zum zweiten Mal an.
| ChartsChartplatzierungen | Höchstplatzierung | Wochen |
| ------------------------ | ----------------- | ------ |
| Deutschland (GfK)        | 3 (41 Wo.)        | 41     |
| Österreich (Ö3)          | 3 (17 Wo.)        | 17     |
| Schweiz (IFPI)           | 4 (22 Wo.)        | 22     |

| ChartsJahrescharts (2021) | Platzierung |
| ------------------------- | ----------- |
| Deutschland (GfK)         | 36          |
| Schweiz (IFPI)            | 62          |

| ChartsJahrescharts (2022) | Platzierung |
| ------------------------- | ----------- |
| Deutschland (GfK)         | 92          |

| ChartsJahrescharts (2023) | Platzierung |
| ------------------------- | ----------- |
| Deutschland (GfK)         | 79          |

### Auszeichnungen für Musikverkäufe
| Land/Region        | Auszeichnungen für Musikverkäufe (Land/Region, Auszeichnung, Verkäufe) | Verkäufe |
| ------------------ | ---------------------------------------------------------------------- | -------- |
| Deutschland (BVMI) | Gold                                                                   | 100.000  |
| Österreich (IFPI)  | Gold                                                                   | 7.500    |
| Insgesamt          | 2× Gold ·                                                              | 107.500  |